# 국회대로
국회대로(國會大路)는 경인고속도로 신월 나들목과 서강대교북단을 잇는 왕복 8차선 도로이다. 이 도로 시점인 신월 나들목에서는 경인고속도로와 직결 및 남부순환로와 연결되고, 종점인 서강대교 북단에서는 서강로와 직결 및 강변북로와 연결된다.
이 도로는 경인고속도로와 여의도를 잇는 핵심 간선도로이기 때문에 통행량이 매우 많아 상습적인 정체가 발생했으며, 이를 해결하기 위해 2021년 4월 16일 신월여의지하도로가 새로 개통되었다.

## 역사
- 1986년 9월 15일: 신월 나들목 ~ 양평동 구간을 '구 경인고속도로'라는 이름으로 자동차 전용도로로 지정[1]
- 2007년 7월 27일 : 서울제물포터널 민간제안서 제출
- 2009년 2월 2일 : 서울제물포터널 사업제안서 타당성조사 완료(KDI)
- 2010년 4월 22일: 2개 이상 자치구에 걸쳐 있는 도로로 국회대로를 고시[2]
- 2014년 5월 9일 : 서울제물포터널 건설사업 실시협약 체결
- 2015년 9월 17일 : 서울제물포터널 건설사업 실시계획 승인[3]
- 2015년 10월 : 서울제물포터널 (신월 나들목 ~ 여의나루 나들목) 구간 착공
- 2021년 4월 16일 : 서울제물포터널이 신월여의지하도로라는 명칭으로 양천구 신월동 신월 나들목 ~ 영등포구 여의도동 여의나루 나들목 7.53km 구간 신설 개통[4] 및 통행료 수납 개시[5]
- 2021년 8월 15일 : 화재사고 발생

## 지하화
국회대로는 상습적으로 정체가 발생하는 도로로, 서울특별시에서는 이 정체를 해소하기 위해 2015년 10월 양천구 신월동 신월 나들목 ~ 영등포구 여의도동 여의나루 나들목 구간을 잇는 연장 7.53km, 왕복 4차로 규모의 소형차 전용 지하도로인 신월여의지하도로를 착공하여 2021년 4월 15일 개통되었다. 민자사업으로 건설되었기 때문에 서울터널주식회사가 운영·관리중이다. 이 도로가 개통되면서 신월 나들목부터 여의도까지 러시아워 시간대에 통행시간이 현재 약 32분 소요되던 것이 약 8분 수준으로 크게 단축될 것으로 예상되며, 서울시계의 불합리한 도로구조가 개선되어 만성적인 교통정체가 해소될 것으로 예상되고 있다.
신월여의지하도로는 소형차 전용도로로 건설되었기 때문에 총중량 3.5t 초과 화물차량, 높이가 3m를 초과하거나 너비가 2.5m를 초과하는 차량, 건설기계, 고압가스, 유류, 폭발물 운반차량, 초소형 자동차 등은 이 지하도로로 운행이 제한된다.

### 구간
- 신월 나들목 (경인고속도로, 남부순환로) - 여의 분기점 (올림픽대로) - 여의나루 나들목 (여의대로)

## 사진

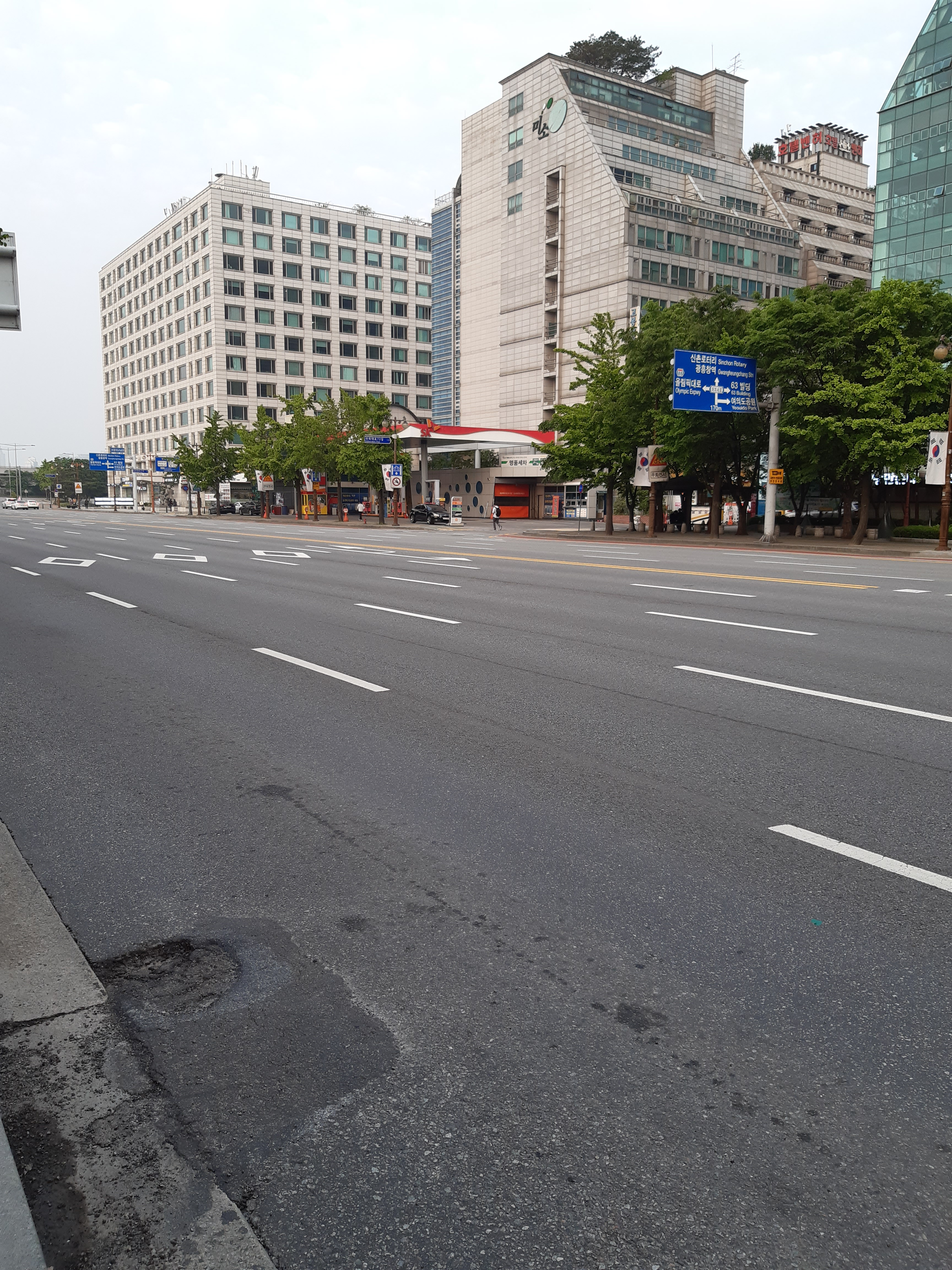
국회대로
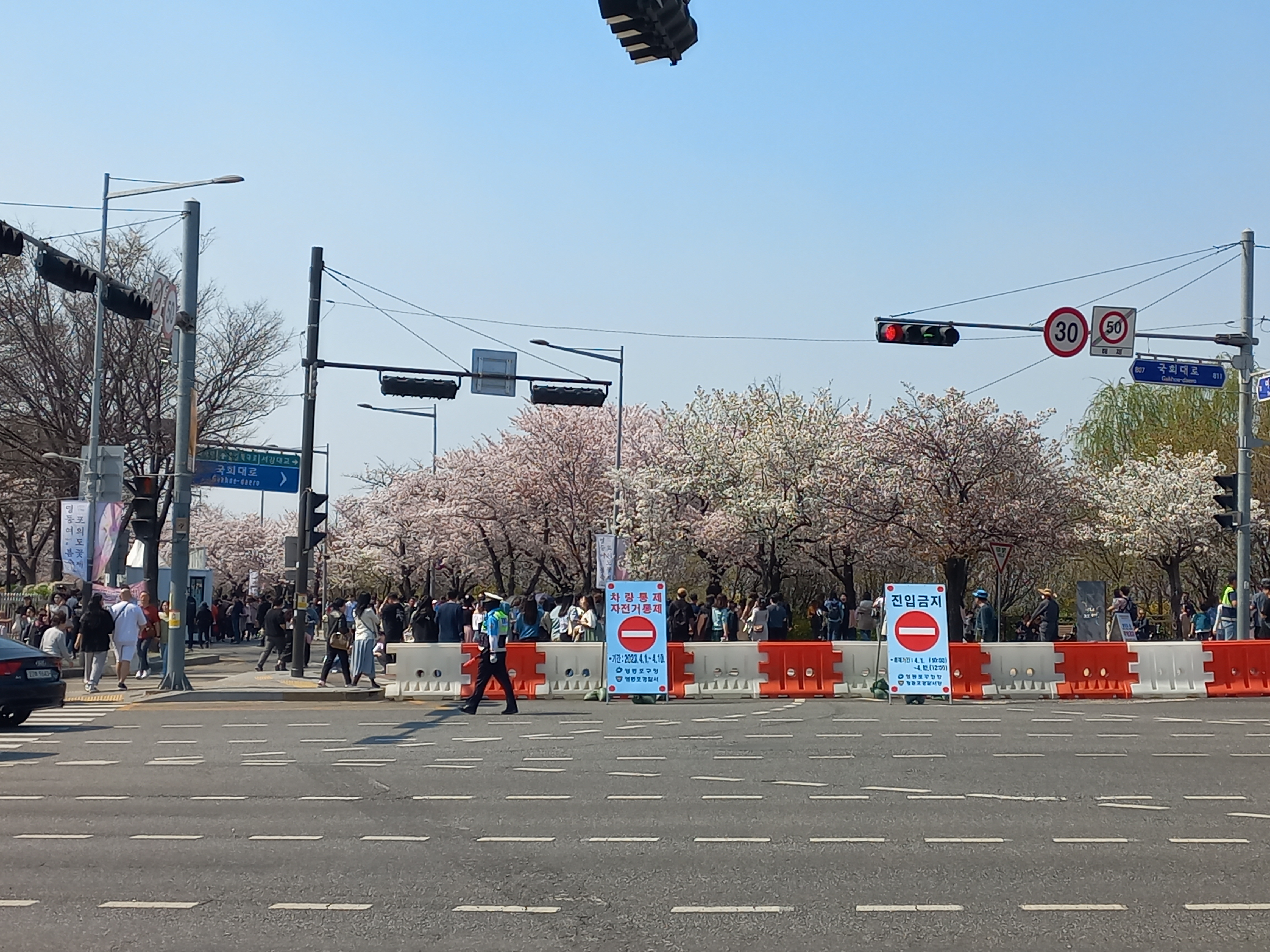
2023년 4월 2일

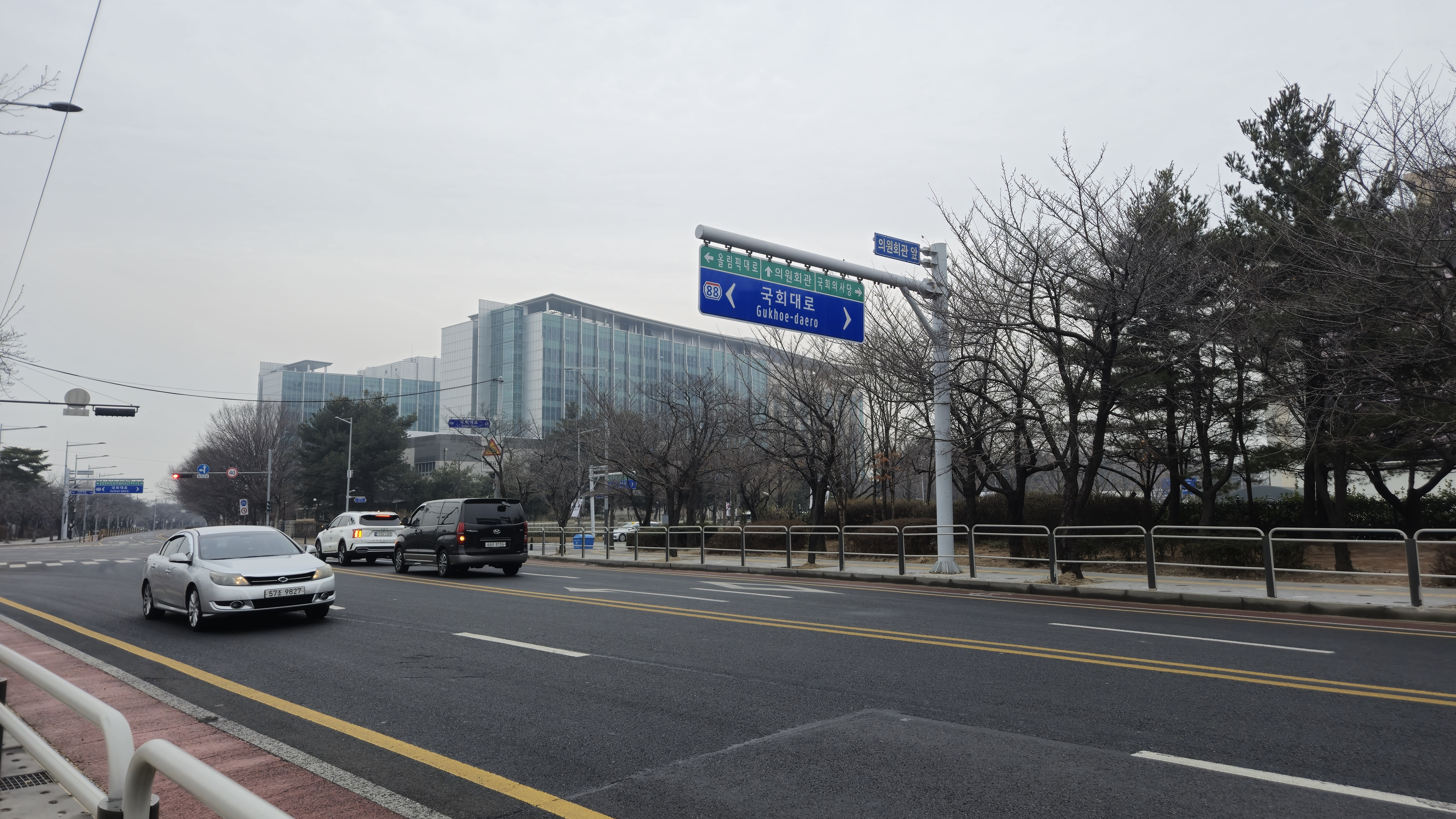
여의서로에서 바라본 국회대로
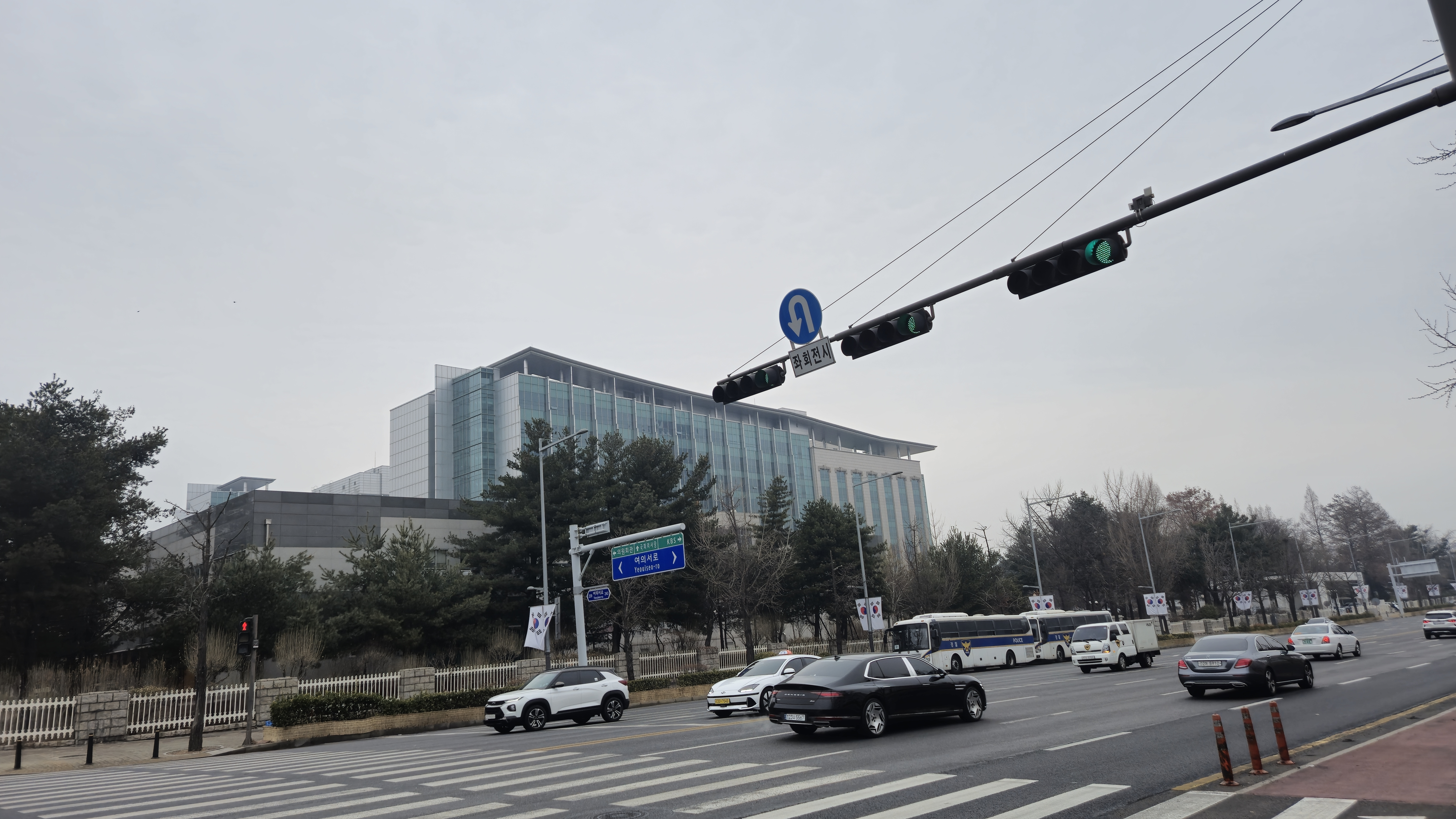
국회대로에서 바라본 의원회관
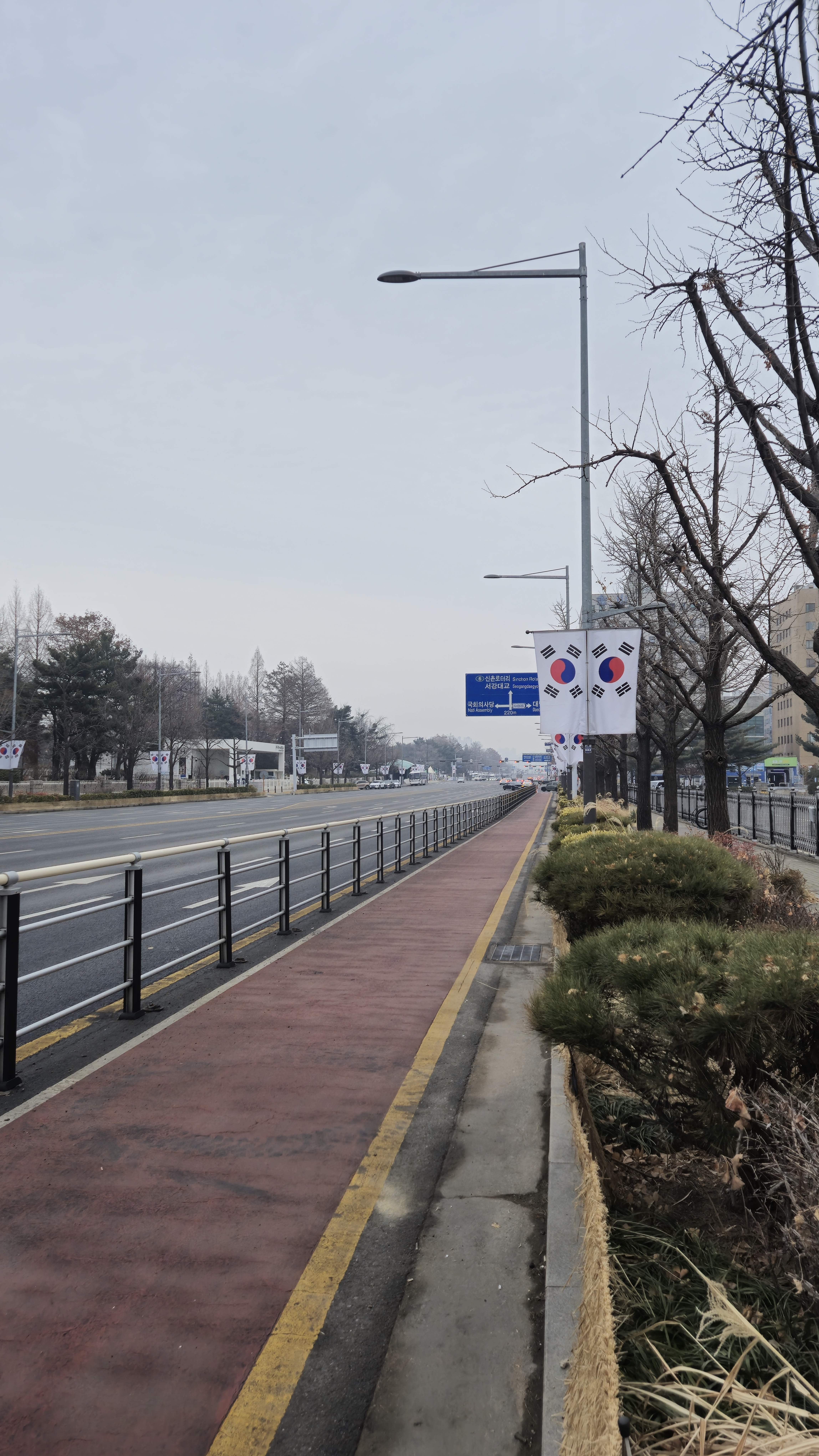
국회대로 자전거도로
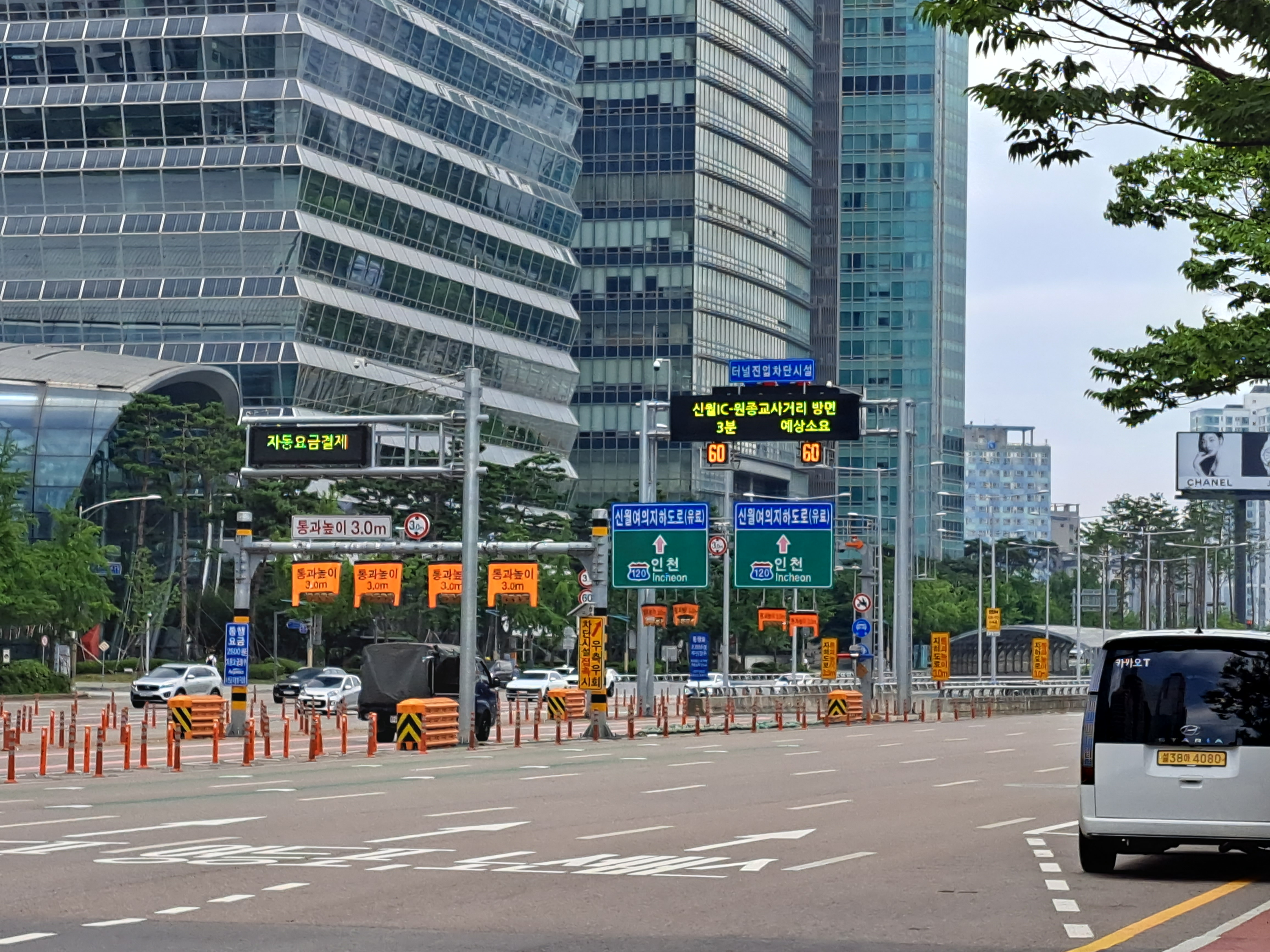
의사당대로 방면 신월지하차도(인천방향)
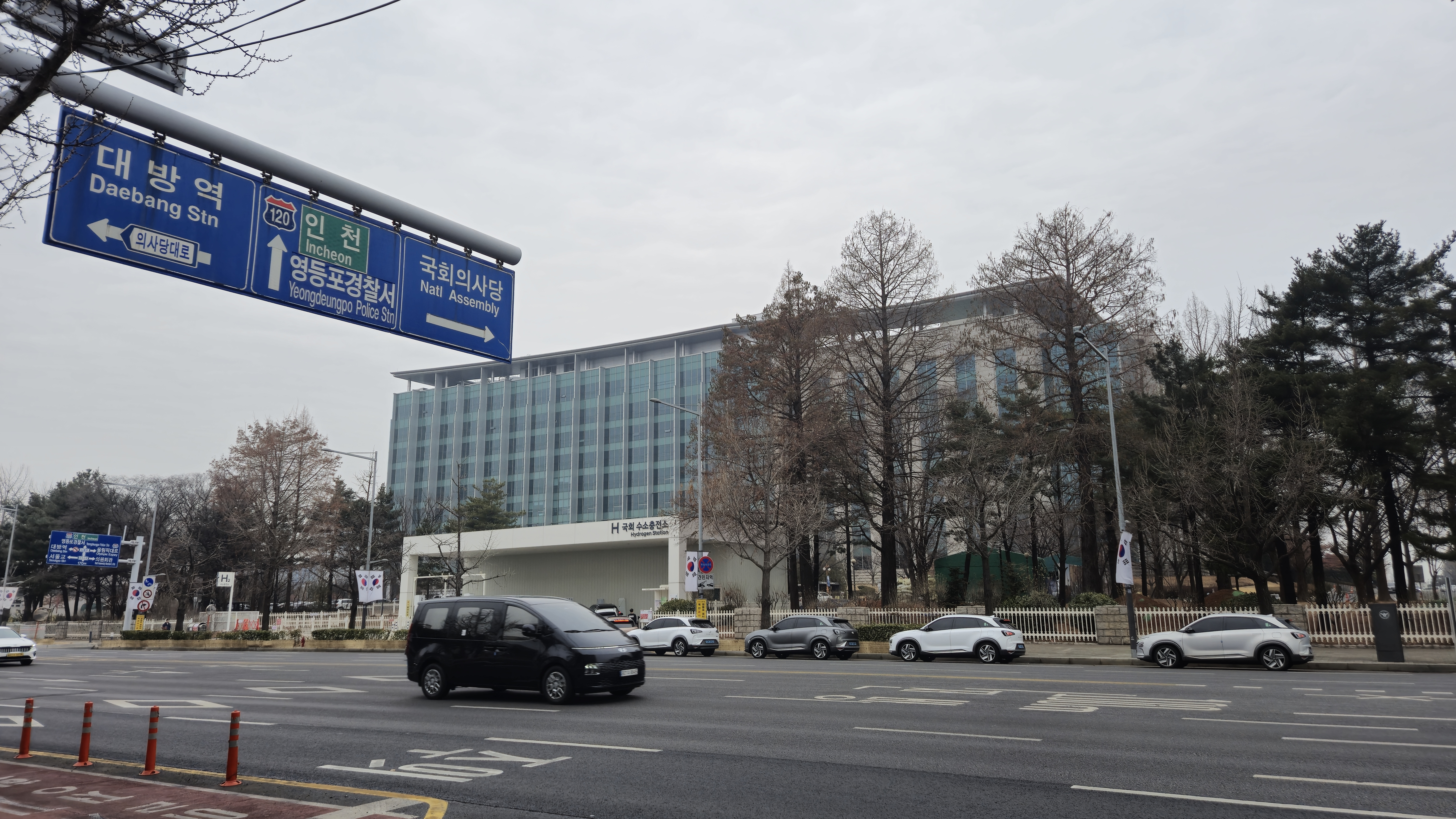
국회수소차충전소(의사당대로1, 국회대로 방면)
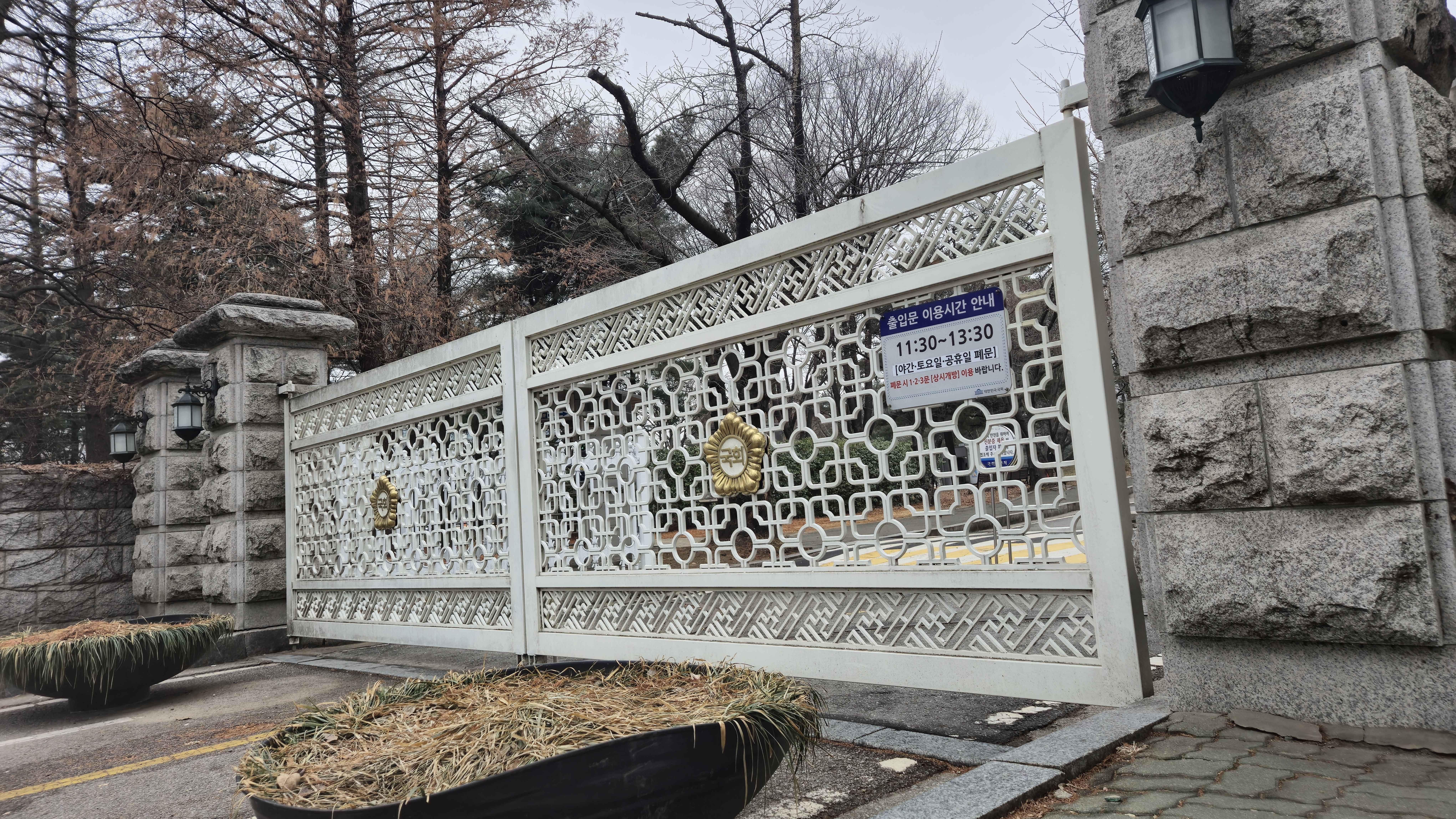
국회대로의 국회 문 문양
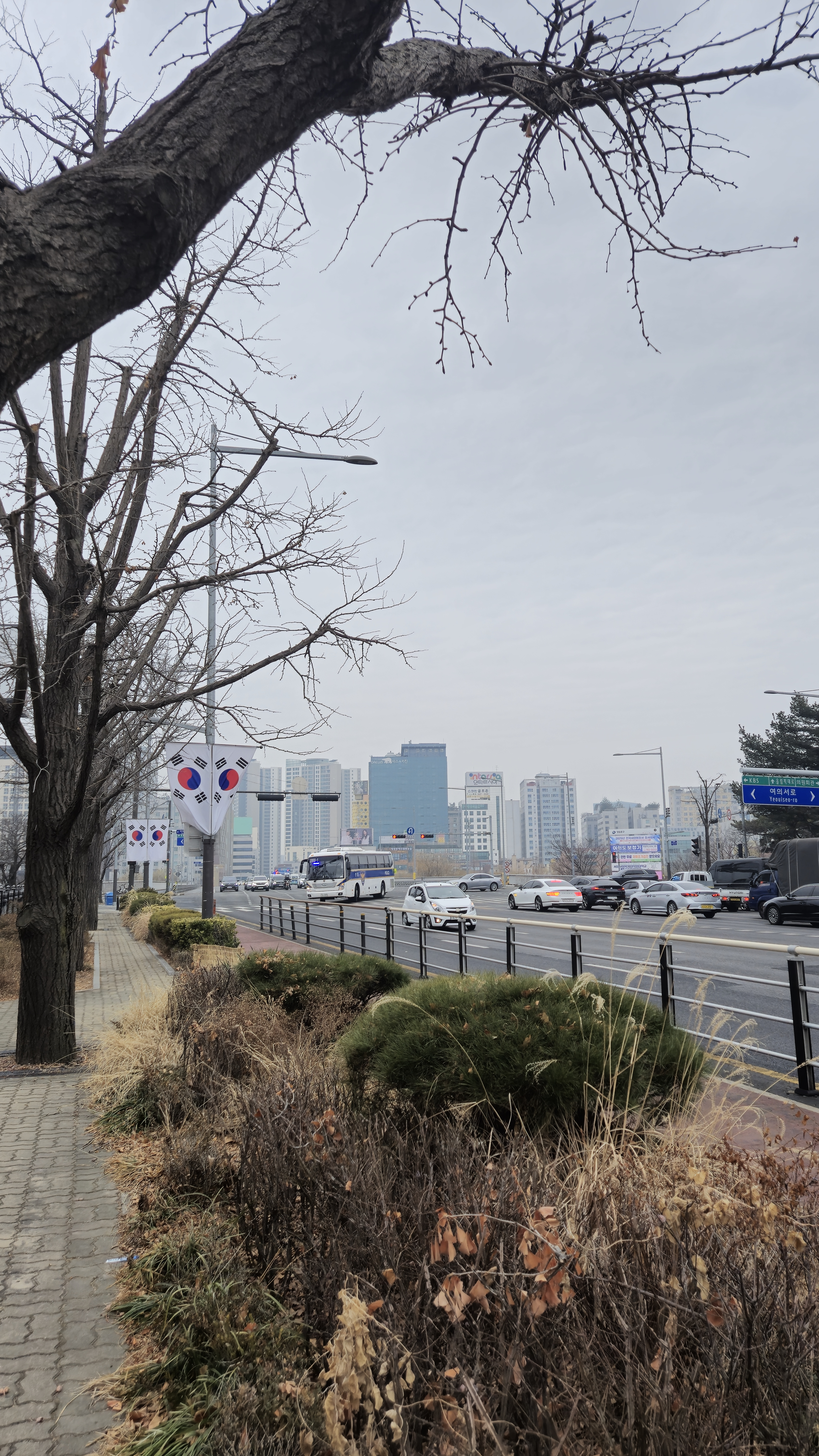
국회대로 풍경
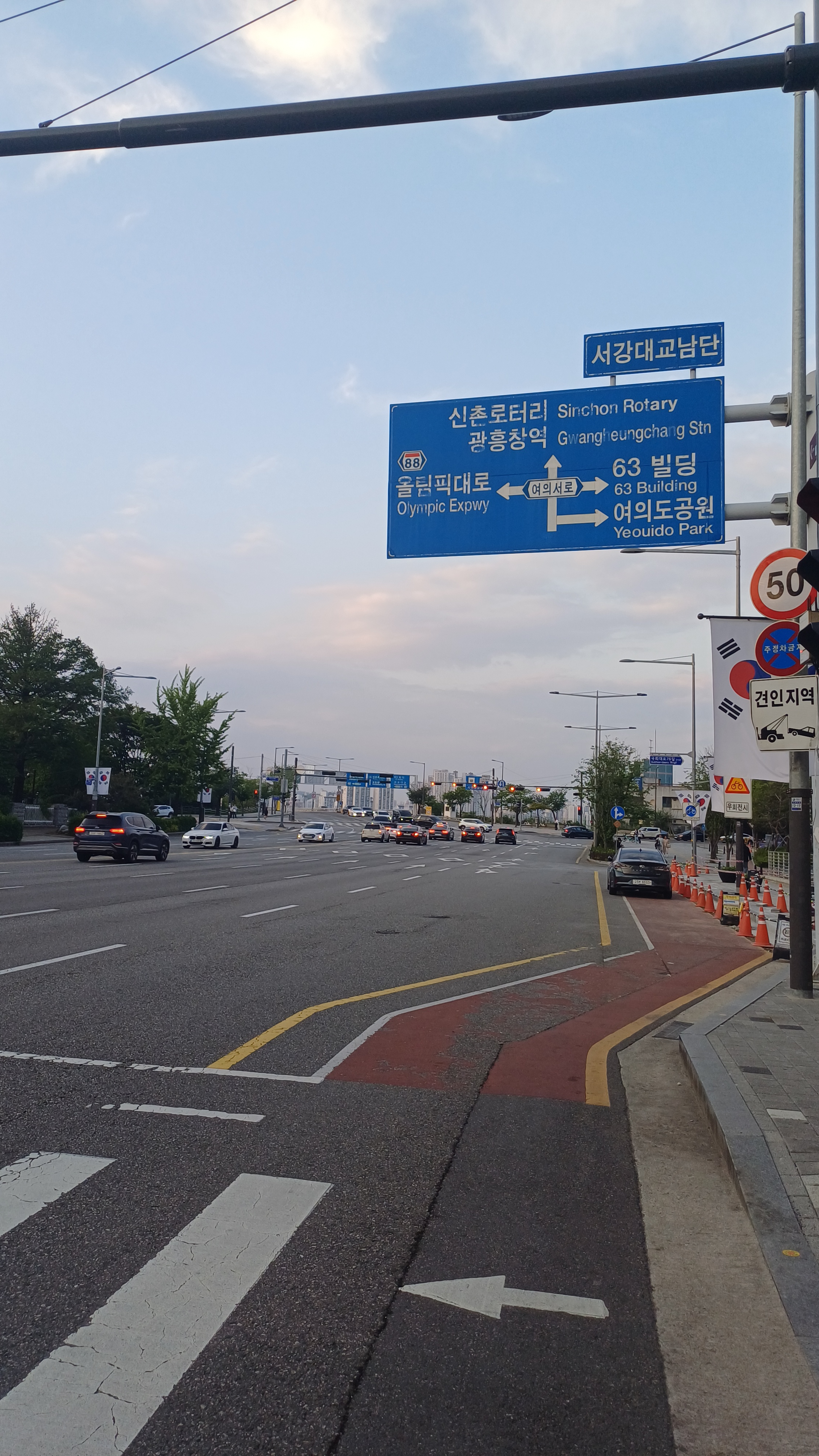
서강대교 남단

## 주요 경유지
서울특별시
- 양천구 신월동 - 강서구 화곡동 - 양천구 (신월동 · 목동) - 영등포구 (양평동3가 · 당산동3가 · 당산동4가 · 영등포동8가 · 영등포동7가 · 여의도동) - 마포구 (상수동 · 하중동 · 신정동)

## 노선
- (■): 자동차 전용도로 구간

| 이름                               | 접속 노선                                        | 소재지            | 소재지                                                       | 비고                                                           |
| 경인고속도로 직결                  | 경인고속도로 직결                                | 경인고속도로 직결 | 경인고속도로 직결                                            | 경인고속도로 직결                                              |
| ---------------------------------- | ------------------------------------------------ | ----------------- | ------------------------------------------------------------ | -------------------------------------------------------------- |
| 신월 나들목                        | 120호선 경인고속도로 남부순환로 신월여의지하도로 | 서울특별시        | 양천구                                                       | 구 경인고속도로 구간 기점                                      |
| 신월차도육교                       | 월정로                                           | 서울특별시        | 양천구                                                       | 구 경인고속도로 구간 여의도 방면 진출 가능 신월 방면 진입 가능 |
| 신월차도육교                       | 월정로                                           | 서울특별시        | 북:강서구 남:양천구                                          | 구 경인고속도로 구간 여의도 방면 진출 가능 신월 방면 진입 가능 |
| 화곡고가사거리 (화곡지하차도)      | 강서로 중앙로                                    | 서울특별시        | 구 경인고속도로 구간                                         |                                                                |
| (양정주유소)                       | 신정중앙로                                       | 서울특별시        | 구 경인고속도로 구간 여의도 방면 진출입만 가능               |                                                                |
| 구 목동 요금소                     |                                                  | 서울특별시        | 구 경인고속도로 구간 신월 방면 진출 가능                     |                                                                |
| 홍익병원앞 교차로 (경인지하차도)   | 등촌로 목동로                                    | 서울특별시        | 구 경인고속도로 구간                                         |                                                                |
| 홍익병원앞 교차로 (경인지하차도)   | 등촌로 목동로                                    | 서울특별시        | 구 경인고속도로 구간                                         | 양천구                                                         |
| 청소년수련관 교차로                | 목동서로                                         | 서울특별시        | 구 경인고속도로 구간 경인지하차도 구간 지상 구간 도로 끊어짐 |                                                                |
| 양천우체국 교차로                  | 목동동로                                         | 서울특별시        | 구 경인고속도로 구간 경인지하차도 구간 지상 구간 도로 끊어짐 |                                                                |
| 목동교 서단                        | 안양천로                                         | 서울특별시        | 구 경인고속도로 구간                                         |                                                                |
| 목동교                             |                                                  | 서울특별시        | 구 경인고속도로 구간                                         |                                                                |
| 목동교                             | 영등포구                                         | 서울특별시        | 구 경인고속도로 구간                                         |                                                                |
| 목동교 교차로                      | 국도 제1호선 (서부간선도로)                      | 서울특별시        | 구 경인고속도로 구간                                         |                                                                |
| 경인고속입구 교차로                | 선유로                                           | 서울특별시        | 구 경인고속도로 구간 구 경인고속도로 기점                    |                                                                |
| 영등포구청앞 교차로                | 당산로                                           | 서울특별시        |                                                              |                                                                |
| 영등포경찰서 교차로                | 영신로                                           | 서울특별시        |                                                              |                                                                |
| 영등포전화국 교차로                | 영중로                                           | 서울특별시        |                                                              |                                                                |
| 남부교육청앞 교차로                | 버드나루로                                       | 서울특별시        |                                                              |                                                                |
| 여의2교 교차로                     | 노들로                                           | 서울특별시        |                                                              |                                                                |
| 여의2교                            |                                                  | 서울특별시        |                                                              |                                                                |
| 의원회관앞 교차로                  | 여의서로                                         | 서울특별시        |                                                              |                                                                |
| 국회의사당앞 교차로 (국회의사당역) | 의사당대로                                       | 서울특별시        |                                                              |                                                                |
| 서강대교남단사거리                 | 여의서로                                         | 서울특별시        |                                                              |                                                                |
| 서강대교                           |                                                  | 서울특별시        |                                                              |                                                                |
| 마포구                             |                                                  | 서울특별시        |                                                              |                                                                |
| 서강대교북단                       | 국가지원지방도 제23호선 (강변북로)               | 서울특별시        |                                                              |                                                                |
| 서강로와 직결                      |                                                  |                   |                                                              |                                                                |

## 주요 건물 및 시설
- tcc아트센터 (서울특별시 영등포구 국회대로 543)
- 영등포구민회관 (서울특별시 영등포구 국회대로 596)
- 서울영등포경찰서 (서울특별시 영등포구 국회대로 608)
- 코레일유통 (서울특별시 영등포구 국회대로 612)
- 영등포제2구민체육센터 (서울특별시 영등포구 국회대로 615)

## 특이 사항
양평동에서 경인고속도로 종점에 이르는 5.5km의 구간은 1986년 9월 15일부터 자동차 전용도로 구간으로 지정되었으며, 지정 당시 배기량 250cc 이상의 이륜자동차(모터사이클)는 통행할 수 있었다. 하지만 1991년 12월 14일에 도로교통법이 개정되어 1992년 3월 15일부터 시행되면서 해당 법 제58조에 의해 이륜자동차는 긴급자동차(싸이카와 소방용 모터사이클)에 한해 통행이 가능하며, 그 밖의 이륜자동차는 배기량에 관계없이 통행할 수 없다.

## 통행료
신월여의지하도로 기준이다. 통행료는 2051년 4월 15일까지 30년간 징수할 계획이다.
| 구분   | 통행료 |
| ------ | ------ |
| 소형차 | 2,400  |
| 경차   | 1,200  |

## 사진
- 국회대로
- 2023년 4월 2일

## 같이 보기
- 경인고속도로
- 서부간선도로